# Koenigia weyrichii
Koenigia weyrichii (sinónimo Persicaria weyrichii), llamado comúnmente nudo chino  o nudo de Weyrich, es una especie de hierba fanerógama rizomatosa, perenne y grande, de la familia plantas nudos (Polygonaceae). Es natural de las zonas templadas del hemisferio norte en Asia Oriental, incluyendo Extremo Oriente ruso y el norte y el centro de Japón, incluyendo sus desiertos volcánicos y la Isla de Sajalín. Es uno de los padres del híbrido cultivado Koenigia × fennica, siendo el otro la Koenigia alpina. K. weyrichii es una planta herbácea perenne, resistente a las heladas y al frío, que se distingue por un rápido crecimiento y una alta productividad de biomasa.

## Descripción
Las especies de K. weyrichii son plantas herbáceas anuales o perennes que crecen a partir de raíces pivotantes. Las flores se disponen en inflorescencias terminales o axilares. Las flores tienen tépalos pálidos: blancos, verdosos a blanco amarillento o rosado. Las semillas nacen en aquenios que suelen ser de color marrón o negro y no alados. Las plantas se encuentran en prados, a lo largo de orillas de arroyos o en laderas rocosas en las regiones árticas, templadas y alpinas del hemisferio norte.

## Ubicación
K. weyrichii es una hierba grande, que rara vez se cultiva en jardines. Se encuentra naturalizada en el borde de carreteras, pastizales y bosques en y en terrenos accidentados y a lo largo de arroyos en otras localidades. Se encuentra en las laderas alpinas y lugares de grava cerca del mar.

## Usos
K. weyrichii contiene una cantidad significativa de flavonoides en las partes aéreas de la planta, acumula biomasa rápidamente y es resistente a diversas condiciones climáticas. Durante el período de vegetación, se acumulan cantidades relativamente grandes de flavonoides en las inflorescencias. Las condiciones extremas de regiones polares estimulan estas plantas a generar una mayor concentración de flavonoides, que puede ser importante para el desarrollo del cultivo de plantas medicinales en estas ubicaciones polares. K. weyrichii puede considerarse una fuente de sustancias biológicamente activas en la industria cosmética y alimentaria.
Aunque no hay mención específica que se haya realizado para esta especie, ha habido informes de que algunos miembros de este género pueden causar fotosensibilidad en personas susceptibles. K. weyrichii contiene ácido oxálico (al punto que es de sabor desagradable al ganado) sustancia que puede fijar otros minerales, variando su disponibilidad para el cuerpo y provocando una deficiencia de ciertos minerales. Cocinar las hojas reduce su contenido de ácido oxálico. 
Las personas con una tendencia a reumatismo, artritis, gota, cálculos renales o hiperacidez deben tener precaución al incluir esta planta en su dieta ya que puede agravar estas condiciones.

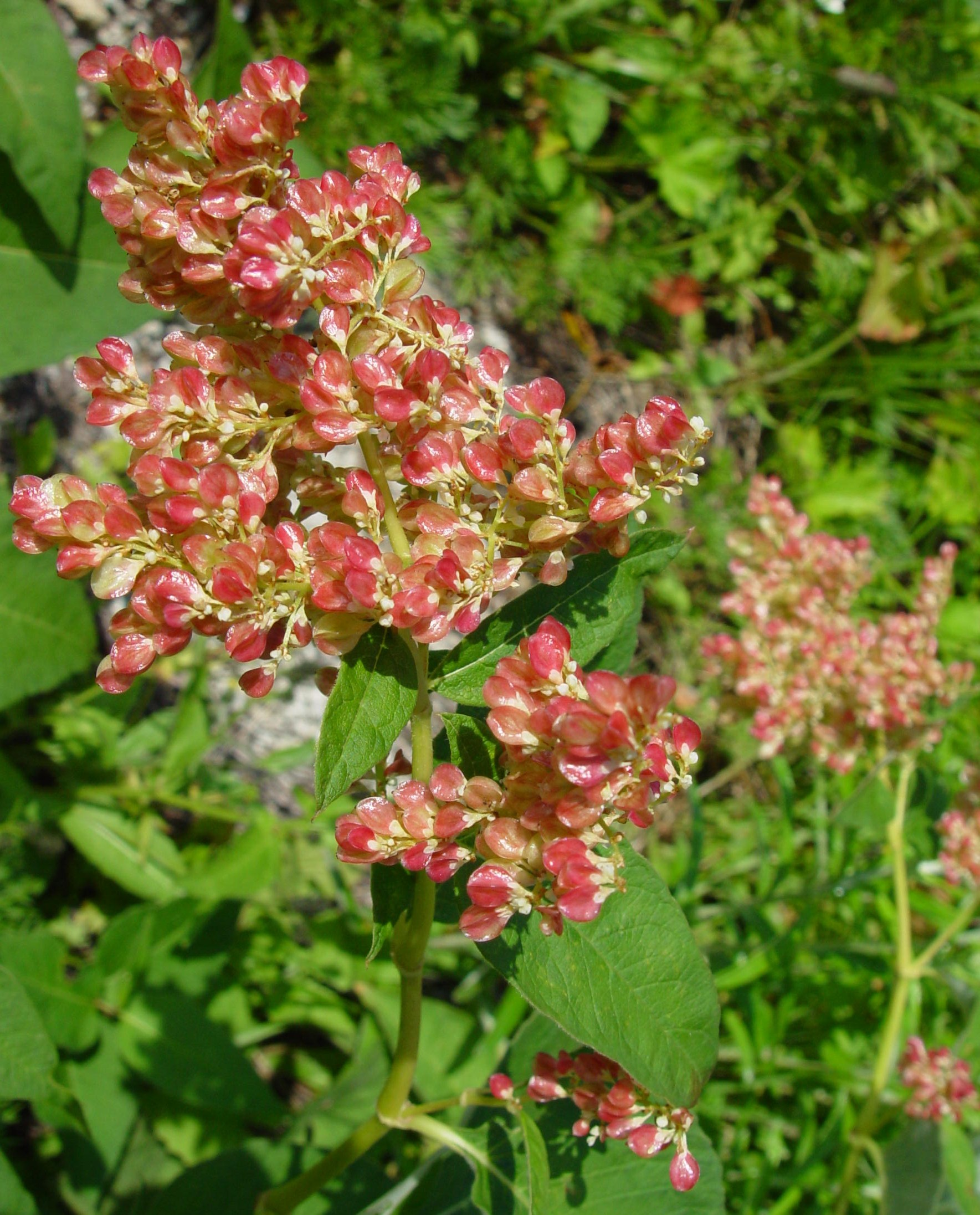
Inflorescencia

## Taxonomía
Polygonum weyrichii fue descrita por Friedrich Schmidt y publicado en Primitiae Florae Amurensis  234.
Etimología
Ver: Polygonum
Sinonimia
- Aconogonon weyrichii H.Hara
- Pleuropteropyrum weyrichii H.Gross
- Polygonum savatieri Nakai[14]